# Trougao za žarenje
Trougao za žarenje je deo laboratorijskog pribora koji je napravljen od žica oko kojih su glinene cevi. On ima izgled jednakostraničnog trougla sa žicama koje izlaze iz uglova.
On se koristi u laboratoriji na sličan način kao i žičana gaza, za podršku drugih aparata na tronošcu, tokom zagrevanja Bunzenovim plamenikom ili nekim drugim izvorom toplote.
Za razliku od žičane gaze, kojom se prvenstveno podržava stakleno posuđe kao što su čaše, boce, ili bazeni za isparavanje, trougao za žarenje se normalno koristi za držanje tiglova.